# 上好佳
晨光控股有限公司（英語：Liwayway Holdings Company Limited）是一家菲律宾食品公司，总部在马尼拉大都会帕赛市。总经理是菲律宾籍晋江人施恭旗。公司的产品以上好佳（Oishi）为品牌名。

## 早年历史
1946年，晨光在马尼拉成立，最早是一家经营淀粉和咖啡分装的家庭企业。彼时菲律宾刚刚独立，“晨光”一词象征着菲律宾作为新生国家的希望。施恭旗和施天赐（Manuel Chan）兄弟的父母——施阁头和李梅芬夫妇是公司创始人。借着国家独立的民族主义气氛，晨光公司的淀粉使用他加禄语而非英语标识包装，因此深入人心。到1966年，公司初具规模，成为百货经销公司。
1974年，晨光公司引进日本技术，制造虾条和虾片，其中虾条以Oishi（日語：おいしい）命名，寓意“好吃”；虾片以Kirei（日語：きれい）命名，寓意“好看”。这两种产品至今仍在生产。由于晨光公司的虾条畅销不衰，“Oishi”后来便取代“Liwayway”成为公司主打的品牌名称。
虽然如今晨光公司以零食业务为主，但早期的淀粉分装业务至今依然存在。然而晨光淀粉并非用于食用，而是用于衣物保养，且至今保留其传统包装。

## 海外扩张

### 在中国
进入20世纪80年代，晨光公司考虑到菲律宾当地华商竞争炽烈，而中國大陸刚刚改革开放，市场潜力大，决心进军中国大陆，与国企合资在上海浦东设立工厂，并以“上好佳”作为品牌名称。“上好佳”在普通话中有“最好、最佳”的含义，而其闽南语谐音则有“最好吃”的含义。上好佳在中国的工厂开设于1993年，如今中国总部则设于青浦区。由于进入时间早、名称本土化、创始人又是华人，一度被误认为是中国本土品牌。
但是上好佳在中国的生意并非一帆风顺。最初在上海设厂时，公司从原本的国企——上海虾片厂雇佣了400名工人，但工人并不配合，认为施恭旗是外国资本家，是来搞破坏的，菲方管理层一度想要放弃。施恭旗得知此事后，亲自与工人商谈，承诺每年提高工资，并改善原本恶劣的生产生活环境，终于获得信任。1994年，第一批在中国生产的上好佳零食出货，供不应求，畅销至今。

### 在其他国家
自1996年起，上好佳又在缅甸、越南、泰国、印尼、南非等地开设工厂，并在2013年打入柬埔寨，成为当地最畅销的零食品牌。2021年亦计划在乌兹别克斯坦开设工厂。2015年，上好佳在亚洲零食市场的市占率约为2.2%。

## 閱讀材料
- San Juan, Thelma Sioson. "The Pinoy chips that conquered China （页面存档备份，存于）." Philippine Daily Inquirer (Q （页面存档备份，存于）). Sunday March 18, 2012. （英文）
- Zafra, Jessica. "Carlos Chan: Mr. Oishi （页面存档备份，存于）." The Philippine Star. March 18, 2012.（英文）